# Creontíades
D'acord amb la mitologia grega, Creontíades (en grec antic Κρεοντιάδης) va ser un fill d'Heracles i de Mègara, filla del tebà Creont.
Va morir, com els seus germans, a mans del seu pare que s'havia tornat boig. Generalment se li atribueixen dos germans, Terímac i Deicoont. Però de vegades, Hèracles i Mègara tenen set fills: Polidor, Anicet, Mecistòfon, Patrocleu, Toxòclit, Menebrontes i Quersibi.